# Королевский германский легион
Королевский Германский легион (англ. King's German Legion, нем. Des Königs Deutsche Legion) — соединение британской армии, существовавшее в 1803—1816 годах. 

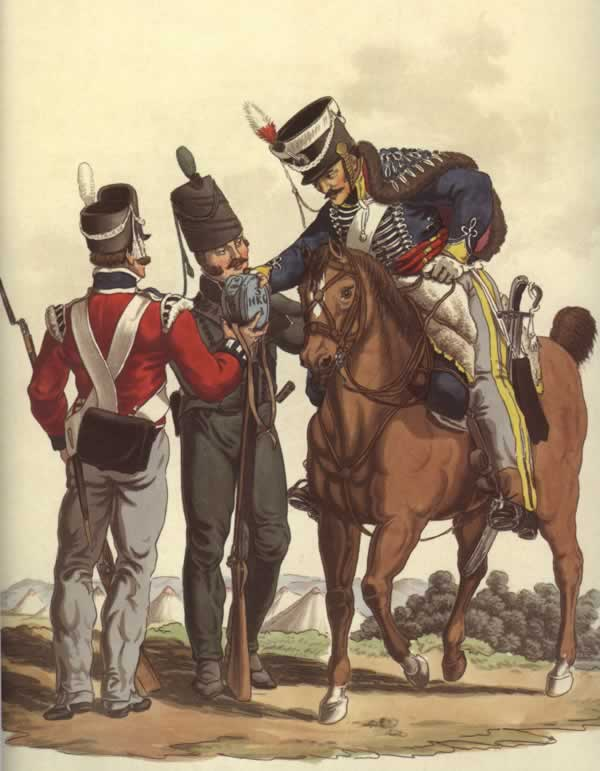
Солдаты Королевского Германского легиона

Легион был укомплектован германскими эмигрантами. Легион отличался высокой дисциплиной и выучкой солдат и был примечателен тем, что являлся единственным германским военным формированием, без перерыва сражавшимся против Франции во время Наполеоновских войн. Подразделение было сформировано в течение нескольких месяцев после ликвидации Ганноверского курфюршества в 1803 году. Легион не являлся автономным формированием и входил в состав войск Великобритании. Королевский Германский легион отличился во многих крупных кампаниях Великобритании, в частности, в Голландской экспедиции, войне на Пиренейском полуострове и кампании 100 дней. Германский Легион был расформирован в 1816 году, некоторые его подразделения были включены в состав вооружённых сил королевства Ганновер и в 1871 году вошли в состав объединённой армии Германской империи.

## История
Артленбургская конвенция, подписанная 5 июля 1803 года, ликвидировала Ганноверский электорат. Ганноверская армия была распущена. Многие бывшие ганноверские солдаты и офицеры бежали от французских оккупантов и нашли убежище в Великобритании. Этому немало способствовало и то обстоятельство, что король Великобритании Георг III являлся также курфюрстом Ганновера. В том же году полковнику фон Декену и майору Колину Халкету было поручено набрать солдат для нового подразделения лёгкой пехоты, получившего название «Королевский Германский полк». 19 декабря 1803 года добровольцы из разных родов войск были сведены в соединение, получившее название «Королевский Германский легион». Легион включал в себя конницу, пехоту и артиллерию, а также инженеров. Также, как и другие британские части, легион являлся административной единицей, а не боевой; его подразделения входили в состав тех или иных соединений британской армии; некоторые её соединения состояли целиком из подразделений легиона. За 13 лет своего существования в Легионе отслужило около 28 тысяч солдат. Легион принял участие в боевых действиях в Ганновере, Померании, Голландии, Пиренейском полуострове. Под командованием герцога Веллингтона Легион принял участие во всех крупных сражениях и пополнил свой состав. В битве под Гарсиернандесом драгуны Легиона совершили подвиг, смяв 2 французских каре в несколько минут. Ещё один знаменитый подвиг во время битвы при Ватерлоо совершили солдаты 2-го батальона лёгкой пехоты (при поддержке солдат 1-го батальона лёгкой пехоты и 5-го линейного батальона), в течение шести часов героически оборонявшие ферму Ла-Э-Сент и пролегавшую рядом дорогу. Легион отличался великолепной дисциплиной и выучкой солдат, его кавалерийские части считались одними из лучших в британской армии. После битвы при Ватерлоо Ганноверский электорат был восстановлен в качестве королевства Ганновер, вновь была сформирована его армия. В 1816 году Легион был передислоцирован в Ганновер и официально распущен, но руководство Ганновера предприняло меры, чтобы большую часть вновь созданной ганноверской армии составили части, созданные на основе бывших частей легиона, имевших большой боевой опыт, даже сохранив за ними отличия, полученные в войнах с Наполеоном.

## Состав
Кавалерия:
- 1-й драгунский полк (1804—1813), переформирован в 1-й полк лёгких драгун (1814—1816)
- 2-й драгунский полк (1805—1813), переформирован в 2-й полк лёгких драгун (1814—1816)
- 1-й полк лёгких драгун (1804—1813), переименован в 1-й гусарский полк (1814—1816)
- 2-й полк лёгких драгун (1805—1813), переименован в 2-й гусарский полк (1814—1816)
- 3-й полк лёгких драгун (1805—1813), переименован в 3-й гусарский полк (1814—1816)

(Драгунские полки, состоявшие на положении британских тяжёлых драгун, были переформированы в лёгкие из-за недостатка лёгкой кавалерии; лёгкие драгунские были переименованы в гусарские, потому что фактически носили гусарскую форму, и такое название более устраивало педантичных немцев.)
Пехота:
- 1-й батальон лёгкой пехоты
- 2-й батальон лёгкой пехоты
- 1-й линейный батальон
- 2-й линейный батальон
- 3-й линейный батальон
- 4-й линейный батальон
- 5-й линейный батальон (1805—1816)
- 6-й линейный батальон
- 7-й линейный батальон
- 8-й линейный батальон (1806—1816)

Артиллерия и инженеры:
- Королевская Германская артиллерия
  - 2 батареи конной артиллерии
  - 4 батареи пешей артиллерии
- Королевские Германские инженеры

## Галерея

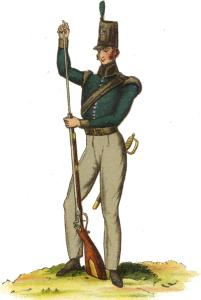
Солдат 1-го батальона лёгкой пехоты
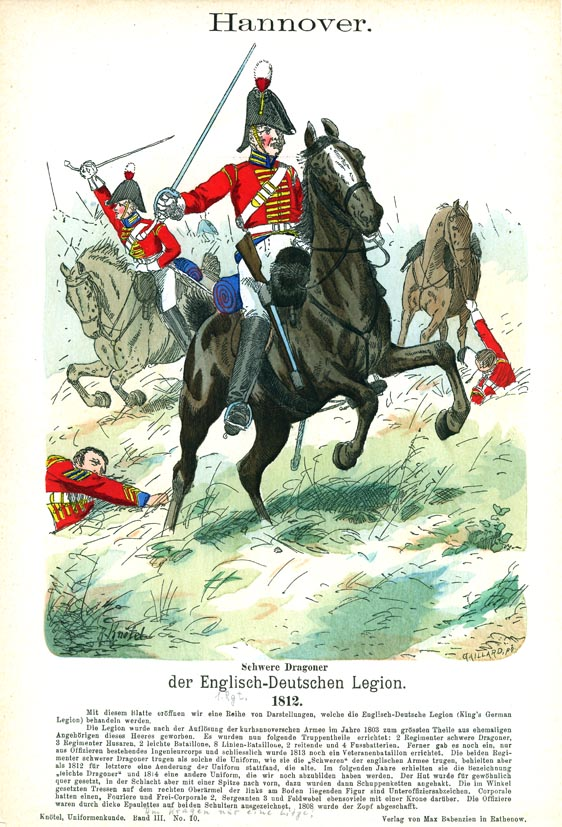
Драгун Королевского Германского легиона
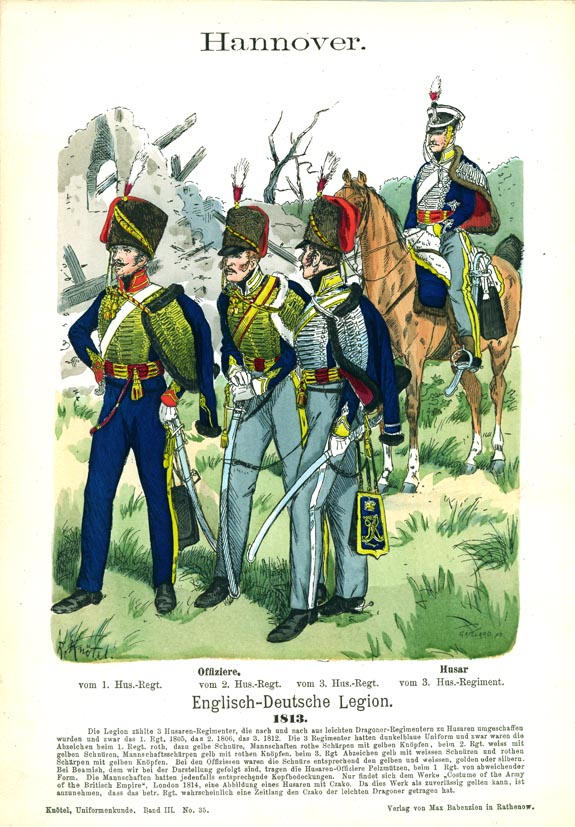
Офицеры и рядовой 1-го, 2-го и 3-го гусарских полков Легиона
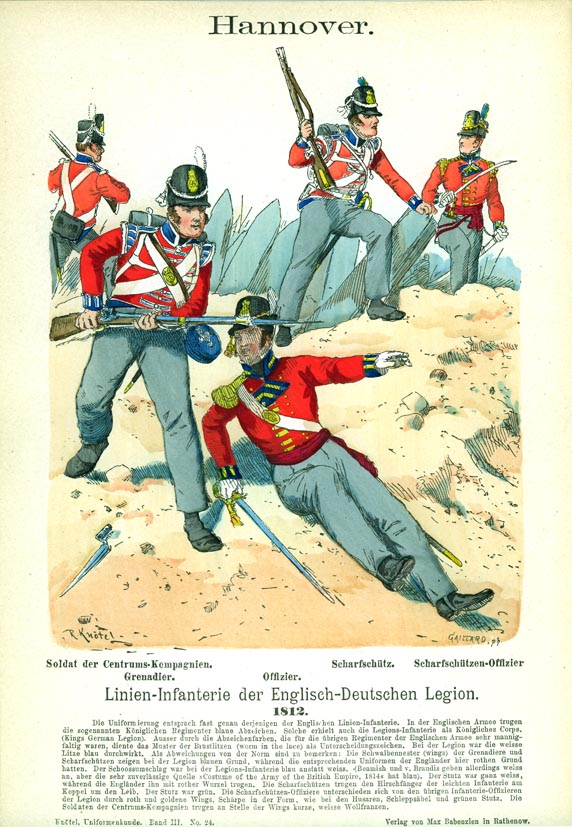
Солдаты линейной пехоты Королевского Германского легиона
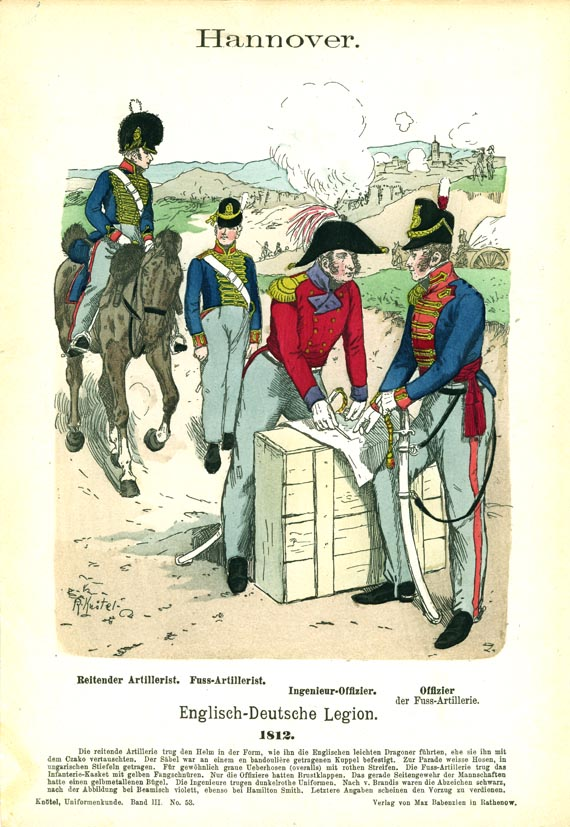
Артиллеристы и инженеры Королевского Германского легиона